# Beechcraft Duke
Beechcraft 60 Duke - BE60 je lahko dvomotorno 6-sedežno propelersko letalo ameriškega proizvajalca Beechcraft. Duke ima presurizirano kabino in uvlačljivo pristajalno podvozje tipa tricikel. Poganjata ga dva bencinska turbopolnjena protibatna motorja Lycoming TIO-541. Turbopolnilnika tudi presurizirata potniško kabino. Razvoj se je začel leta 1965 kot vmesno letalo med Beechcraft Baron in Beechcraft Queen Air. Prvič je poletel 29. decembra 1966 in dobil FAA certifikacijo 1. februarja 1968. Zgradili so okrog 600 letal.  Velja za udobno in luksuzno potovalno športno letalo v konkurenci: Cessna 340, Piper PA-31 Navajo in Piper PA-60 Aerostar.  Poraba goriva je okrog 60 galon (230 l) letalskega bencina na uro. Obstajajo tudi verzije s turbopropelerskim motorji PT6, možna je tudi uporaba dizelskih motorjev. 

## Specifikacije (B60)
Podatki iz Janes's All The World's Aircraft 1976-77
Splošne karakteristike
- Posadka: 1 pilot
- Število sedežev: 5 potnikov
- Dolžina: 33 ft 10 in (10,31 m)
- Razpon kril: 39 ft 3¼ in (11,97 m)
- Višina: 12 ft 4 in (3,76 m)
- Površina kril: 212,9 ft² (19,78 m²)
- Aeroprofil: NACA 23016.5 (koren)   NACA 23012 (konica)
- Teža praznega letala: 4275 lb (1939 kg)
- Maks. vzletna teža: 6775 lb (3073 kg)
- Pogon letala: 2 ×  turbopolnjeni 6-valjni zračnohlajeni protibatni motor Lycoming TIO-541-E1C4, 380 KM (283 kW)  vsak

 Zmogljivost 
- Neprekoračljiva hitrost: 235 vozlov (434,5 km/h, 270 mph) (IAS)
- Maks. hitrost: 248 vozlov (460 km/h, 286 mph) na 23000 ft (7010 m)
- Potovalna hitrost: 178 vozlov (330 km/h, 205 mph) 45% moč na 20000 ft (6100 m)
- Hitrost porušitve vzgona: 73 vozlov (135 km/h, 84 mph) IAS, z izvlačenim podvozjem in spuščenimi zakrilci
- Doseg: 1227 nmi (2274 km, 1413 mi) 45% moč na 20000 ft (6100 m), 45 min rezerve
- Višina leta: 30000 ft (9145 m)
- Hitrost vzpenjanja: 1601 ft/min (8,1 m/s)
- Vzletna razdalja do 15 m: asfalt ISA MSL: 2626 ft (801 m)
- Pristajalna razdalja iz 15 m: asfalt ISA MSL: 3065 ft (934 m)